# Enovate

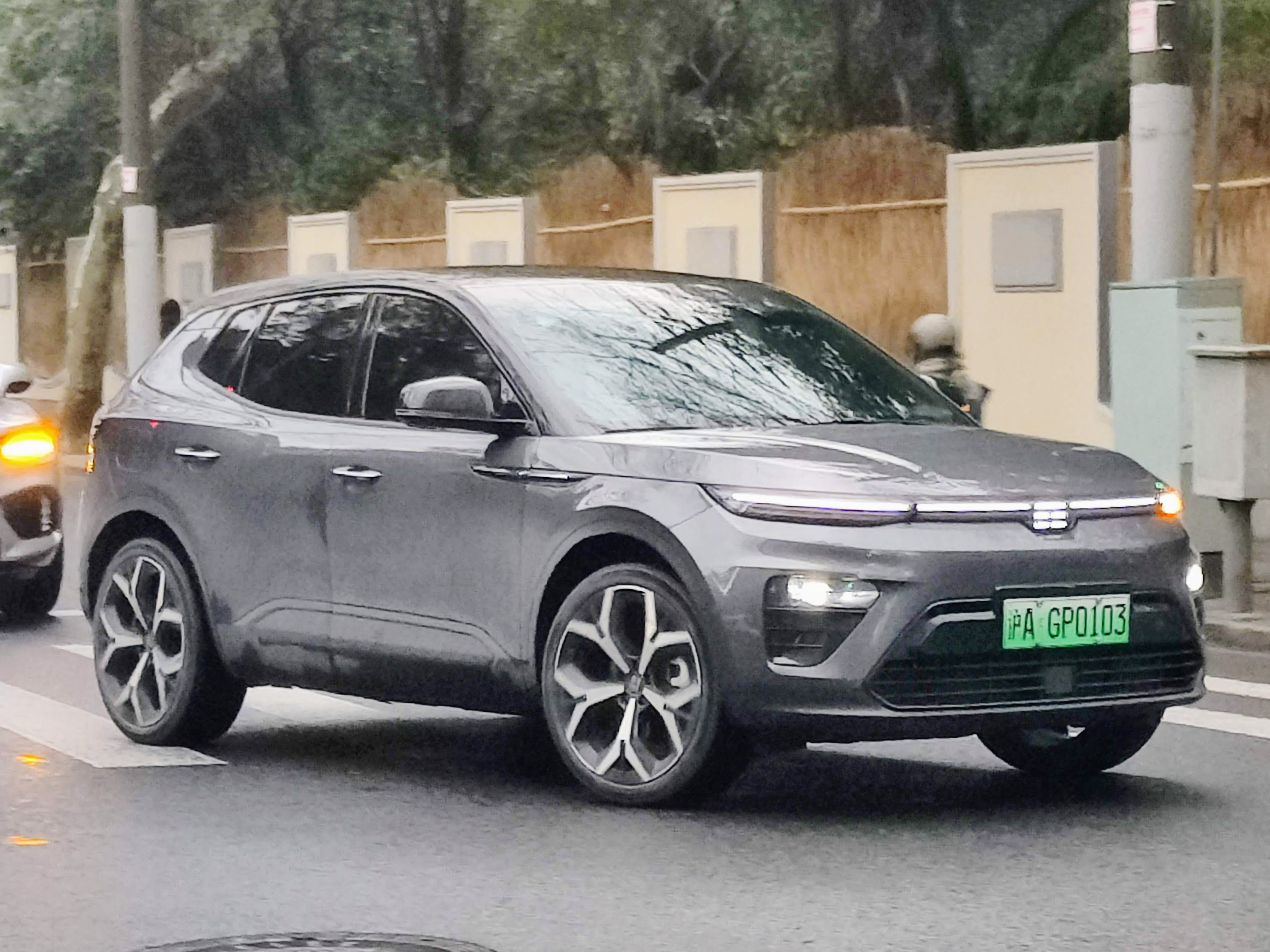
Enovate ME5

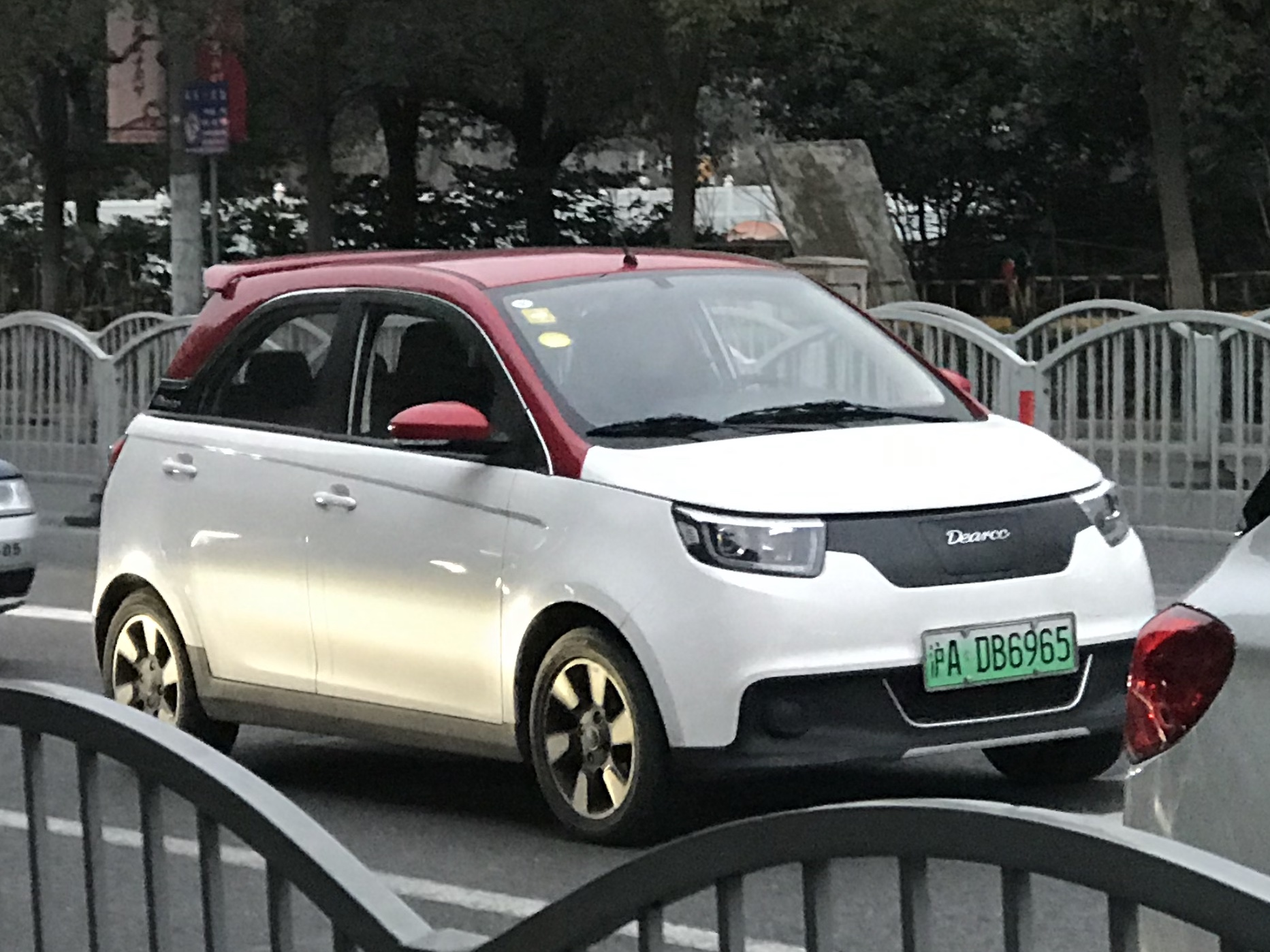
Dearcc EV10

Enovate Motors – dawny chiński producent elektrycznych samochodów, z siedzibą w Hangzhou, działający w latach 2015–2024.

## Historia

### Dearcc
W połowie 2015 roku w Shaoxing w chińskiej prowincji Zhejiang lokalny przedsiębiorca Hailiang Zhang założył spółkę Zhejiang Dianka Automobile Technology Co. Ltd., która za cel obrała skonstruowanie gamy samochodów elektrycznych. W listopadzie 2017 roku pod marką Dearcc przedstawiono pierwszy pojazd chińskiego producenta pod postacią małego, pięciodrzwiowego hatchbacka o napędzie elektrycznym pod nazwą Dearcc EV10. Produkcja pojazdu w zakładach produkcyjnych w Shaoxing z myślą o wewnętrznym rynku chińskim rozpoczęła się w kwietniu 2017 roku. W maju 2018 roku Dearcc dostarczył pierwsze 1000 sztuk EV10 do klientów, kończąc jednak produkcję po niespełna roku rynkowej obecności z powodu podjęcia decyzji o zmianie profilu działalności i samej nazwy firmy.

### Enovate
W listopadzie 2018 roku Dearcc radykalnie zmieniło swoją dotychczasową taktykę, ogłaszając zmianę nazwy na Enovate Motors i z tanich samochodów elektrycznych przekierowując rozwój swojego portfolio na zaawansowane technicznie, kompaktowe elektryczne SUV-y. Miesiąc później przedstawiono pierwszy model po kompleksowym rebrandingu w postaci Enovate ME7, które trafiło do sprzedaży na rynku chińskim w maju 2019 roku. W tym samym roku firma przedstawiła studium luksusowego elektrycznego sedana Enovate ME-S, z kolei w lipcu 2021 gamę modelową poszerzył kolejny produkcyjny model - mniejszy SUV Enovate ME5. W grudniu 2022 Enovate ogłosiło plany budowy pierwszej fabryki samochodów poza rodzimymi chinami, podpisując porozumienie z inwestorami z Arabii Saudyjskiej. Miało to to otworzyć drogę do przyszłej, potencjalnej ekspansji na rynki zagraniczne, na czele z europejskim.
W kwietniu 2023 sytuacja finansowa Enovate załamała się, po zamknięciu dotychczasowych showroomów w chińskich galeriach handlowych i cięciach pensji pracowników pod koniec 2022. Firma zakończyła produkcję swoich obu modeli, zamknęła fabrykę w Changsha i rozpoczęła poszukiwania nowego finansowania. Firma nie pozyskała go przez kolejny rok, na początku 2024 roku spotykając się z zamrożeniem jej aktywów w ramach postępowania przedupadłościowego.

## Modele samochodów

### Historyczne
- Dearcc EV10 (2017–2018)
- Enovate ME7 (2019–2023)
- Enovate ME5 (2021–2023)

### Studyjne
- Enovate ME-S (2019)